# Tempodauerlauf
Der Tempodauerlauf ist eine Trainingsform im Laufsport. Trainiert wird dabei im Bereich des aerob-anaeroben Mischstoffwechsels, um einen starken Reiz zur Entwicklung der Ausdauer zu setzen. 

## Durchführung und Nutzen
Tempodauerläufe werden eingebettet in ein etwa 15-minütiges Ein- und Auslaufen. Nach dem Einlaufen wird zwischen 15 und 60 Minuten bei gleichbleibend hoher Intensität in einem Bereich von 85 % bis 90 % der maximalen Herzfrequenz gelaufen, was einer Laktatkonzentration von etwa 4 mmol pro Liter Blut entspricht. Der Sportler sollte die Intensität als „flott, aber locker und unverkrampft“ empfinden. Alternativ kann die Gesamtbelastung in Einzelstrecken von 2000 bis 5000 m mit aktiven Pausen (langsames Laufen) zwischen 3 und 10 Minuten aufgeteilt werden. Dabei wird neben der Ausdauer auch die Fähigkeit zum Laktatabbau gefördert.
Als Voraussetzung für Tempodauerläufe gilt eine gut entwickelte Grundlagenausdauer. Ist diese nicht gegeben, kann ein zu frühes Tempotraining die weitere Leistungsentwicklung beeinträchtigen.

## Stoffwechsel
Tempodauerläufe beanspruchen den Fett- und Kohlenhydratstoffwechsel in optimaler Mischung, noch ohne stärkere Laktatbildung. Neben der Entwicklung beider Stoffwechselarten führen Läufe nahe der anaeroben Schwelle außerdem zur Vergrößerung der körpereigenen Glykogendepots.